# Stephen Blackehart
Stephen T. Blackehart (New York, 1º dicembre 1967) è un attore, produttore televisivo e sceneggiatore statunitense.

## Biografia
Blackehart ha studiato presso l'Università della Florida Meridionale sotto la guida dell'attore vincitore del BAFTA Paul Massie. Successivamente si è trasferito all'estero per frequentare la London Academy of Music and Dramatic Art. Al suo ritorno negli Stati Uniti è entrato a far parte del Westside Repertory Theatre di Manhattan (all'epoca la più antica compagnia di teatro classico della città), e ha studiato all'HB Studio, dove tra i suoi docenti vi erano Uta Hagen e William Hickey. Nel 1996 ha raggiunto la notorietà per aver interpretato Benny Que nel film Tromeo and Juliet. Successivamente ha recitato in Arma letale 4, Rush Hour - Due mine vaganti, Sbucato dal passato e Un amore speciale. È conosciuto anche per le sue apparizione nei film del regista James Gunn, tra cui Guardiani della Galassia, The Suicide Squad - Missione suicida e la serie televisiva Peacemaker.

## Filmografia parziale

### Attore

#### Cinema
- The Naked Eye, regia di James Dean Schulte (1995)
- The Primal Garden, regia di Douglas Huebner (1995)
- Tromeo and Juliet, regia di Lloyd Kaufman (1996)
- Rockabilly Vampire, regia di Lee Bennett Sobel (1996)
- Criminals, regia di Jeff Butcher (1997)
- Arma letale 4 (Lethal Weapon 4), regia di Richard Donner (1998)
- Rush Hour - Due mine vaganti (Rush Hour), regia di Brett Ratner (1998)
- Sbucato dal passato (Blast from the Past), regia di Hugh Wilson (1999)
- Un amore speciale (The Other Sister), regia di Garry Marshall (1999)
- Retro Puppet Master, regia di David DeCoteau (1999)
- Echos of Enlightenment, regia di Dan Coplan (2001)
- Romeo & Juliet Revisited, regia di N. Barry Carver (2002)
- Soldifacili.com (The First $20 Million Is Always the Hardest), regia di Mick Jackson (2002)
- The Ghouls, regia di Chad Ferrin (2003)
- Tales from the Crapper, registi vari (2004)
- LolliLove, regia di Jenna Fischer (2004)
- Welcome to Purgatory, regia di Johnny Garcia (2004)
- 666: The Beast, regia di Nick Everhart (2007)
- Death Racers, regia di Roy Knyrim (2008)
- Pants on Fire, regia di Colin Campbell (2008)
- The Terminators, regia di Xavier S. Puslowski (2009)
- Mega Shark Versus Giant Octopus, regia di Jack Perez
- The Land That Time Forgot, regia di C. Thomas Howell (2009)
- 2012: Supernova, regia di Anthony Frankhauser (2009)
- Airline Disaster, regia di John Willis III (2010)
- Super - Attento crimine!!! (Super), regia di James Gunn (2010)
- The Whisperer in Darkness, regia di Sean Branney (2011)
- Battle of Los Angeles, regia di Mark Atkins (2011)
- Hayabusa: Harukanaru kikan, regia di Tomoyuki Takimoto (2012)
- P-51 Dragon Fighter, regia di Mark Atkins (2014)
- Guardiani della Galassia (Guardians of the Galaxy), regia di James Gunn (2014)
- The Hive, regia di David Yarovesky (2014)
- Jurassic City, regia di Sean Cain (2015)
- Dominion, regia di Richard Lowry (2015)
- The Belko Experiment, regia di Greg McLean (2016)
- Guardiani della Galassia Vol. 2 (Guardians of the Galaxy Vol. 2), regia di James Gunn (2017)
- Charlotte, registi vari (2017)
- L'angelo del male - Brightburn (Brightburn), regia di David Yarovesky (2019)
- Conjure X, registi vari (2020)
- The Suicide Squad - Missione suicida (The Suicide Squad)
- Guardiani della Galassia Vol. 3 (Guardinas of the Galaxy Vol. 3), regia di James Gunn (2023)
- Superman, regia di James Gunn (2025)

#### Televisione
- The Tromaville Café - serie TV (1997)
- Show Me the Funny - serie TV (1998)
- Brave New World, regia di Leslie Libman e Larry Williams - film TV (1998)
- Star Trek: Deep Space Nine - serie TV, 2 episodi (1999)
- Troma's Edge TV - serie TV (2000)
- Big Apple - serie TV, 3 episodi (2001)
- Enterprise - serie Tv, episodio 1x25 (2002)
- Grey's Anatomy - serie TV, episodio 1x02 (2005)
- Passions - serie TV, 4 episodi (2006)
- General Hospital - serie TV, episodio 1x11368 (2007)
- Cold Case - Delitti irrisolti (Cold Case) - serie TV, episodio 6x05 (2008)
- Sparky & Mikaela - serie TV, episodio 1x01 (2008)
- James Gunn's PG Porn - serie TV, 3 episodi (2008-2009)
- The Orville - serie TV, 2 episodi (2019-2022)
- Peacemaker - serie TV, episodio 1x05 (2022)
- Guardiani della Galassia Holiday Special (The Guardians of the Galaxy Holiday Special), regia di James Gunn - speciale TV (2022)

### Produttore
- LolliLove, regia di Jenna Fischer (2004)
- Humanzee! - serie TV, episodio 1x01 (2008)
- James Gunn's PG Porn - serie TV, 5 episodi (2008-2009)

### Sceneggiatore
- The Tromaville Café - serie TV (1997)

## Doppiatori italiani
Nelle versioni in italiano delle opere in cui ha recitato, Stephen Blackehart è stato doppiato da:
- Giuliano Bonetto in 100 Million BC
- Alberto Bognanni in Superman
- Alessandro Messina in Mega Shark Versus Giant Octopus
- Alessandro Ballico in The Suicide Squad - Missione suicida